# 俵山温泉
俵山温泉（たわらやまおんせん）は、山口県長門市（旧長門国）にある温泉。旧周防国を含む山口県を代表する「防長四湯」の一つ。泉質は湯治向けで、神経痛やリウマチに効くとして知られる。1886年の『日本鉱泉誌』では「湯町鉱泉」として紹介されている。

## 泉質
アルカリ性単純温泉。主な源泉である「町の湯泉」と「川の湯泉」はともにpH9.9とアルカリ性が高く、温度も41℃と山口県内では数少ない高温の源泉である。『長門鉄道案内』（1922年）における同温泉の紹介によれば、2つの源泉は効能に差異があると紹介されている。湯は汲み上げではなく、自噴するものを利用している。
温泉街（後述）にある旅館16軒のうち内湯を持つのは1軒のみで、地元住民や観光客は共同浴場「白猿の湯」「町の湯」を利用する。ともに加水なしの掛け流しである。「白猿の湯」は、薬師如来の化身である白い猿が温泉を発見したという開湯伝説（後述）にちなみ名づけられている。かつては川沿いにもう一つの共同浴場「川の湯」があったが、施設の老朽化もあり、2008年1月20日をもって閉鎖された
温泉研究家の松田忠徳は、俵山温泉で湯治をし、その泉質の良さから、自著『温泉教授の湯治力』の「全国平成温泉番付」において別府鉄輪温泉（大分県）とともに「西の横綱」に位置付けている。また松田は、俵山温泉での湯治客を対象とした実証実験の結果により、俵山温泉の入浴に美容やアンチエイジングの効果があるとの見解を表している。
俵山温泉の公式ホームページでは、湯の特徴として「溶存水素の濃度が高い」ことを挙げているが、この点については日本温泉総合研究所が誤認であると指摘している。

## 温泉街
木屋川上流部のひっそりとした山間部に旅館街が見られる。2022年時点で16軒の旅館があり、30年前の約40軒から半分以下に減っている。大型ホテルが立ち並ぶ長門湯本温泉とは異なり、宿のほとんどが個人向けの小さな日本家屋の旅館である。松田忠徳は、「日本人にとっての温泉の原風景が、俵山ほど見事に残されている湯町は他に知らない」と述べ、湯治場としての風情と機能を保っている温泉街として、肘折温泉（山形県）とともに高く評価している。
宿に逗留して、入浴は外湯に通うという古くからの湯治場のスタイルが今日まで続いている数少ない温泉地であり、規模の大きな温泉地に限ればここ俵山に限られていると言ってもよい。料金は「町の湯」が480円（2022年時点）。ファミリー向け日帰り温泉施設という面がある「白猿の湯」は850円（同）で、「川の湯泉」などを源泉として使用している。
俵山温泉の旅館の中では、冨士屋旅館が唯一自家源泉を所有しており、「日本温泉遺産を守る会」の温泉遺産（源泉かけ流し風呂）に認定されている。また、松屋旅館は松田忠徳による「お薦めの宿＆共同湯200選」にリストアップされている。

## 歴史
明治37年（1904年）の『俵山温泉誌』が載せる開湯伝説によると、室町時代の応永年間に、猟夫が白猿を矢で射たが逃げられたところ、後日、矢傷を負った白猿が岩石にまたがりしきりに清泉を傷口にかけているところに出くわした。猟夫は白猿を生け捕りしようと近づいたが、白猿は光を放って仏体となり、紫雲に乗じて去っていった。猟夫は驚き、白猿がすくっていた清泉に手をかけてみると、水は温かく蒸発していた。猟夫が付近の能満寺に駆け込んで事情を伝えると、寺の住職は「寺の開基である弘法大師空海の誓いにより、寺の本尊薬師如来が白猿に化け、世の中の病者のため万病に効く霊泉を示し、また殺生を生業とする者のために慈悲恩愛の道理を教えるために現れたのだ。おまえは今日から漁夫をやめて山を開き、世の病者を救えば、これまでの罪が償われるだろう」と言ったので、猟夫は感嘆し村人を集め、草木を刈って泉源の岩石を開き、浴場を整備したという。
上記のほか、『俵山温泉案内』（1922年）は同温泉地にある熊野神社の縁起を載せ、平安時代の延喜16年（916年）の開湯伝説を紹介している。
江戸時代には長州藩やその支藩である長府藩の藩主も湯治場として利用した。
『温泉周遊 西の巻』（1922年）に、田山花袋にとって「私の心を誘ふ温泉」として紹介されている。
1955年（昭和30年）7月4日の厚生省告示第217号により、国民保養温泉地に指定。また国民保健温泉地の指定も受けている。

## 土産

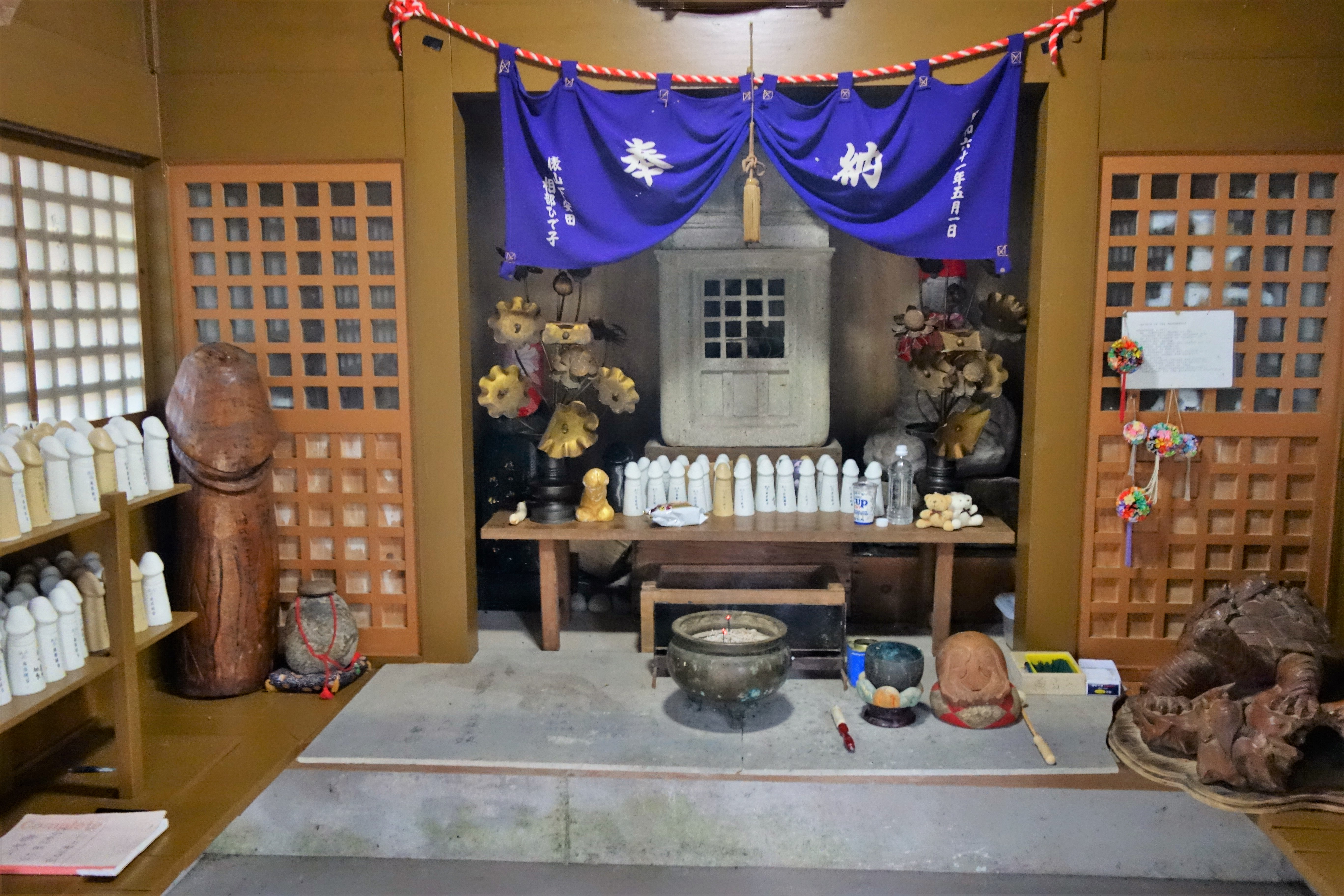
麻羅観音に奉納された男根像

- 白猿が発見したという温泉の由来にちなんで「見ざる、言わざる、聞かざる」の三猿をかたどった、焼饅頭「三猿まんじゅう」が1951年（昭和26年）の発売以来、土産菓子として名物となっている[1]。
- 俵山温泉から北へ1kmのところに麻羅観音があり、温泉街では陶器製の男根像が売られている。男根像に願い事を書いて奉納すると、願いが叶うとされる。

## アクセス
- 鉄道：西日本旅客鉄道（JR西日本）美祢線長門湯本駅または同山陰本線・美祢線長門市駅下車、サンデン交通バス「俵山温泉」行または「小月駅」行、準急の下関駅」行で長門湯本駅から25分。長門市駅からは35分。またはJR西日本山陽本線小月駅または下関駅下車でサンデン交通バス「俵山温泉・青海島」行で小月駅から70分。下関駅からは110分。
- 車：中国道小月ICから国道491号・県道下関長門線経由で約30分。または中国道美祢ICから国道435号・国道316号・県道下関長門線経由で約30分。